# Juri Alexandrowitsch Lewada

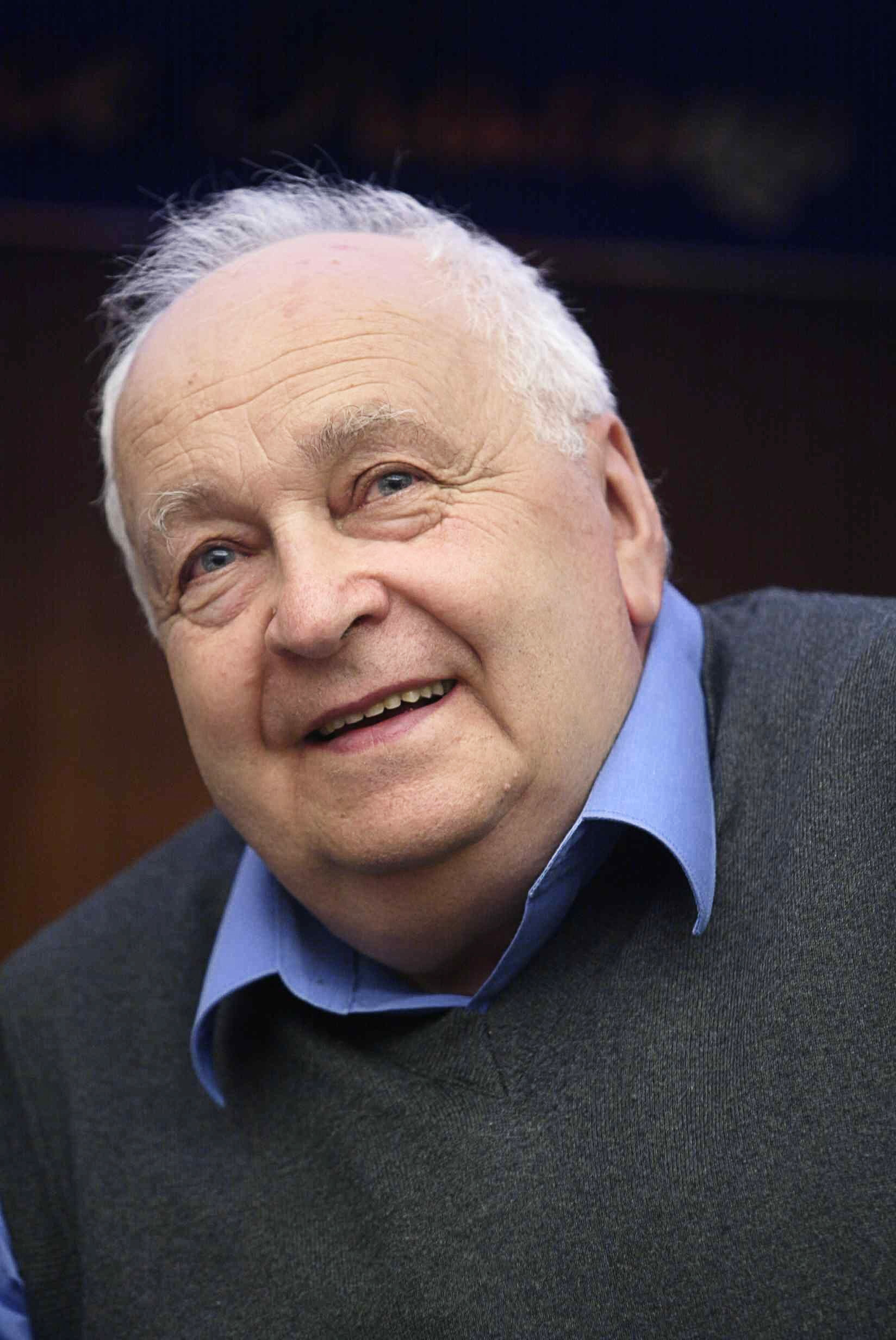
Juri Alexandrowitsch Lewada

Juri Alexandrowitsch Lewada (russisch Юрий Александрович Левада; * 24. April 1930 in Winnyzja; † 16. November 2006 in Moskau) war ein russischer Soziologe und Politikwissenschaftler.

## Leben
Juri Lewada erlangte seinen Hochschulabschluss 1952 an der Philosophischen Fakultät der Moskauer Lomonossow-Universität. 1966 wurde er in Philosophie habilitiert mit einer Arbeit über die soziologischen Probleme der Religionskritik. Von 1956 bis 1988 arbeitete Lewada an der Sowjetischen Akademie der Wissenschaften.
In den 1960er Jahren unterrichtete Lewada als erster sowjetischer Professor Soziologie an der Journalismus-Fakultät der Lomonossow-Universität. Dabei geriet Lewada durch verschiedene Aussagen in Schwierigkeiten mit der vorherrschenden Staatsdoktrin. In einer seiner Vorlesungen sagte Lewada, dass Panzer keine Ideologien ändern könnten, was auf die sowjetische Invasion in der Tschechoslowakei 1968 anspielte. Er kritisierte ebenfalls, dass nur wenige Leute die langen Artikel der Prawda lesen würden. Die Prawda reagierte schnell und denunzierte den Wissenschaftler. 1969 wurde ihm der Professoren-Status wegen „ideologischen Fehlern in seinen Vorlesungen“ aberkannt. Das „Institut für konkrete soziale Forschungen“, wo Lewada für den Theorie und Methodik-Sektor verantwortlich war, musste sich einer politischen Reinigung unterziehen und wurde anschließend geschlossen.
Daraufhin begann Lewada für ein wirtschaftlich-mathematische Hauptinstitut zu arbeiten. Später gründete er ein methodologisches Seminar, in dem er die Unterstützer verschiedener wissenschaftlicher Gebiete zusammenbrachte. Dieses Seminar wurde als eine halblegale Institution angesehen. 1988 halfen ihm der Kern der Mitarbeiter seines früheren Arbeitgebers und Mitglieder seines Seminars bei seiner Arbeit für das Meinungsforschungsinstitut WZIOM.
Die Organisation „Analitika“ wählte ihn im Jahr 2004 auf der Internetpräsenz Rambler zur Person des Jahres.
2006 starb Juri Lewada. Er wurde auf dem Friedhof Trojekurowo in Moskau bestattet.

## Arbeit bei WZIOM und Lewada-Center
Zwischen 1988 und 1992 war Lewada der Abteilungsvorsitzende für theoretische Forschungen bei WZIOM unter der Leitung von Tatjana Saslawskaja. 1994 wurde er Hauptredakteur der Zeitschrift „Soziale und wirtschaftliche Veränderung: Beobachtung öffentlicher Meinung.“ (Russisch: «Социальные и экономические перемены: мониторинг общественного мнения»). Seit 1991 hat WZIOM eine Reihe von Forschungsarbeiten über die russische Präsidentschaftswahl, die Wahlen der Duma und die Wahlen von Legislativen und Exekutiven in verschiedenen Regionen des Landes veröffentlicht.
Im Frühling 1993 wurde das Forschungsprogramm „Beobachtung von wirtschaftlichen und sozialen Veränderungen“ unter der Leitung von Tatjana Saslawskaja gestartet. Dieses Programm basierte auf regelmäßigen soziologischen Forschungen (sechs Massenumfragen in der Gesellschaft pro Jahr). Es erhob Daten zur Langzeitanalyse der Verbindung aller gesellschaftlichen Klassen in Russland mit Wechseln in den grundlegenden Gebieten des sozialen und wirtschaftlichen Lebens einer Gesellschaft.
Im August 2003 beschloss das Russische Ministerium für Eigentumsbeziehungen, die Unternehmensleitung von WZIOM durch Staatsangestellte zu ersetzen, die keine Beziehung zur früheren Arbeit von WZIOM hatten. Im Gegenzug kündigten alle Mitarbeiter ihre Tätigkeiten und führten sie unter dem Namen „WZIOM-A“ fort. Der Bundesantimonopoldienst der Russischen Föderation verbot die Nutzung dieses neuen Namens.
Seit März 2004 setzt das Unternehmen seine Arbeit unter dem neuen Namen Lewada-Zentrum fort. Es führt hauptsächlich Meinungs- und Forschungsumfragen in den Bereichen Soziologie, Wirtschaft, Psychologie und Marketing durch. Das Lewada-Zentrum veröffentlicht jährlich das Jahrbuch mit dem Titel Öffentliche Russische Meinung in Russisch und Englisch. Inhalte dieses Buches wurden in der Vergangenheit in verschiedenen Medien veröffentlicht.

## Deutschsprachige Veröffentlichungen
- Die Sowjetmenschen 1989-1991. Soziogramm eines Zerfalls. ISBN 978-3423029643.